# Vol Rocky Mountain Airways 217
L'accident du vol Rocky Mountain Airways 217, surnommé dans les médias le miracle de Buffalo Pass, s'est produit le 4 décembre 1978 lorsqu'un De Havilland Canada DHC-6 Twin Otter, effectuant un vol intérieur régulier de passagers reliant Steamboat Springs à Denver, dans le Colorado, s'est écrasé sur un terrain montagneux, situé à Buffalo Pass, et a été partiellement enseveli sous la neige. Les 22 passagers et membres d'équipage ont tous survécu au crash, mais une passagère est décédée avant l'arrivée des secours, et le commandant de bord a succombé à ses blessures trois jours après l'accident.

## Contexte

### Avion
L'aéronef assurant le vol est un De Havilland Canada DHC-6-300 Twin Otter âgé de 5 ans et immatriculé N25RM (numéro de série 387). Cet avion de transport régional, équipé de deux turbopropulseurs Pratt & Whitney Canada PT6A-27, a effectué 15 145 heures de vol au moment de l'accident. Il n'était pas équipé d'un enregistreur phonique (CVR), ni d'un enregistreur de paramètre (FDR), qui n'était alors pas obligatoire à cette époque.

### Équipage et passagers
Le vol 217 transportait 20 passagers, dont un bébé, et deux membres d'équipage à son bord. Le commandant de bord est Scott Alan Klopfenstein (29 ans), qui totalise 7 340 heures de vol à son actif, dont 3 904 heures sur Twin Otter. Le copilote est Gary Coleman (34 ans), qui cumule 3 816 heures de vol, dont seulement 320 heures sur Twin Otter. Trois des passagers étaient des employés du Service des forêts des États-Unis (USFS).

## Déroulement du vol
Le vol 217 devait décoller de l'aéroport de Steamboat Springs (en) à 16 h 45, mais a été retardé car le vol 216, en provenance de l'Aéroport international Stapleton, est arrivé à 18 h 21 en raison d'un départ retardé à Denver et de forts vents contraires sur le trajet. L'équipage a signalé avoir rencontré un givrage important pendant la descente vers Steamboat Springs, mais le vol s'est par ailleurs déroulé sans problème particulier. Le commandant de bord et le copilote ont dû retirer prés de 2 cm de glace sur l'avion après l'atterrissage.
Le commandant Klopfenstein a effectué son plan de vol en suivant les règles de vol aux instruments (IFR) entre Steamboat Springs et le VOR de Gill (en), le long de la route aérienne V101, jusqu'à une altitude de 17 000 pieds (5 200 m) et, à partir de Gill, procéder à un vol VFR jusqu'à Denver.

### Accident

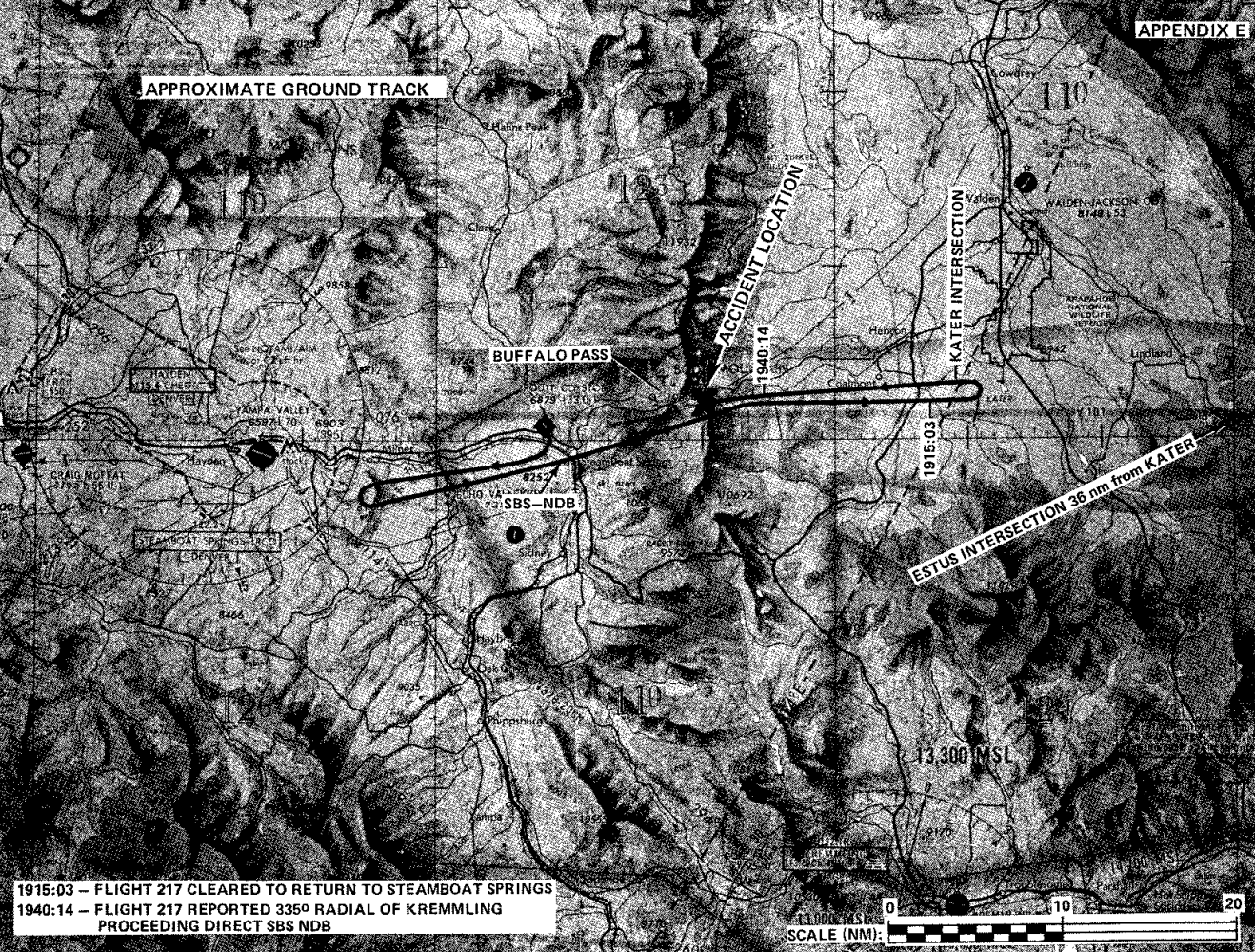
Trajectoire effectuée par le vol 217, depuis son décollage jusqu'au crash.

Le vol 217 a décollé de Steamboat Springs à 18 h 55, avec 2 h 10 de retard sur l'horaire prévu, et a été autorisé à monter à son altitude assignée de 17 000 pieds. Le copilote Coleman, qui était alors le pilote en fonction (PF), a manœuvré l'avion après le départ publié pour cet aéroport, a inversé sa trajectoire à 10 000 pieds (3 000 m), a atteint la balise non directionnelle (NDB) au-dessus de l'aéroport à 12 000 pieds (3 700 m) et a intercepté la V101 en volant vers l'est.
L'avion a rencontré de légères précipitations givrantes et est entré dans un banc de nuages alors qu'il montait au-dessus de Buffalo Pass. Le Twin Otter a ensuite rencontré des conditions de givrage sévères, mais les systèmes de dégivrage de l'avion ont pu éliminer la glace accumulée sur les hélices et le pare-brise. Le vol 217 a pu monter jusqu'à 13 000 pieds (4 000 m), mais aucun des deux pilotes n'ont pu faire monter l'avion à une altitude supérieure avec les réglages de puissance normaux des moteurs. L'avion n'ayant pas pu atteindre une altitude supérieure à 13 000 pieds avant l'intersection de Kater, qui est un point situé à l'intersection de deux radiales, le commandant de bord a décidé de retourner à Steamboat Springs à 19 h 14, sans en informer les passagers.
Le vol 217 a transmis au centre du contrôle aérien (ATC) de Denver, alors en contact avec les pilotes, qu'il devait retourner à Steamboat Springs. L'ATC a rapidement appelé l'agent d'escale à Steamboat Springs, l'informant que le vol 217 retournait à l'aéroport. Plus tard, les pilotes ont signalé qu'il avait rencontré des conditions de givrage importantes et qu'il recommandait qu'aucun autre vol ne tente de voler dans cette zone. L'avion a fait demi-tour vers l'ouest et a rapidement franchi le radial de 335° du VOR de Kremmling.
À ce moment-là, le Twin Otter a de nouveau rencontré des conditions de givrage sévères pendant environ 12 secondes, lors du retour vers l'aéroport. Le vol 217 est alors brusquement descendu de 13 000 pieds (4 000 m) à 11 600 pieds (3 500 m), avant que le commandant Klopfenstein ne puisse sortir les volets des ailes. À ce moment-là, l'appareil avait une vitesse indiquée de 90 à 100 nœuds (166 à 185 km/h) et une épaisseur de glace d'environ 4 à 5 cm sur la cellule. À 19 h 39, l'équipage a transmis : « ...je veux que vous sachiez que nous avons un petit problème ici pour maintenir l'altitude et on se dirige directement vers la NDB de Steamboat ». Les contrôleurs de l'aéroport de Denver ont proposé leur aide, mais les pilotes ont répondu « pas maintenant », ce qui constitue la dernière transmission radio émise par le vol 217.
Peu après cette transmission, l'avion a rencontré une autre zone de givrage sévère. Cela a conduit le Twin Otter à entamer une autre descente incontrôlée à une vitesse de 800 à 1 000 pieds/minute (entre 4 et 5 m/sec), même avec les moteurs fonctionnant à la puissance de montée maximale. Peu avant l'impact, le copilote a avancé les manettes des gaz jusqu'au mode takeoff/go-around, a réglé les volets en position complètement sortis et a dit au commandant de bord de virer à droite. Cependant, l'extrémité de l'aile droite de l'avion a percuté un pylône électrique à haute tension, provoquant une panne de courant dans la ville voisine de Walden.
À 19 h 45, le vol 217 a percuté le sol près d'un autre pylône électrique, s'immobilisant sur son côté droit, avec son aile gauche arraché et l'aile droite gravement endommagée. Les débris de l'appareil, réparties sur une surface d'environ 200 pieds (61 m), se trouvait sur une pente inclinée entre 1 à 6°, partiellement enfouie sous la neige à une altitude de 10 530 pieds (3 210 m). L'avion est resté en grande partie intact, bien que la partie du fuselage autour de l'emplanture des ailes présentait de multiples ouvertures.

### Opérations de sauvetage
Les 22 personnes à bord ont toutes survécu à l'impact initial. Quatorze passagers et les deux membres d'équipage ont été grièvement blessés, la plupart souffrant de fractures multiples, de lacérations et d'engelures. Les six autres passagers, dont le nourrisson âgé de huit mois, n'ont été que légèrement blessés.
Malgré les graves dommages causés à l'avion lors de l'accident, les lumières dans la cabine sont restées allumées pendant 4 à 5 heures, ce qui a été considéré comme une raison importante de la survie des passagers. L'un des passagers légèrement blessés, un homme âgé de 20 ans, avait suivi une formation approfondie en matière de survie en conditions hivernales. Lui et un autre passager ont pu sortir de la cabine et récupérer des vêtements chauds, qui ont été distribués aux passagers ayant les plus graves blessures. Malgré leurs efforts, une femme de 26 ans, faisant alors parti des employés de l'USFS présents à bord du vol 217, a succombé à ses blessures environ 4 heures après l'accident.
Dans le cockpit , le commandant Klopfenstein et le copilote Coleman ont été grièvement blessés et sont restés coincés dans leurs sièges par la neige. Le même passager a tenté de dégager la neige autour du copilote, mais sans succès en raison des vents violents. Avec un autre passager, il a construit un abri autour du copilote avec des valises.
Lors de l'accident, l'un des radiobalises de signal de détresse d'avion (ELT) s'est activé. Un Lockheed C-130 Hercules de l'U.S. Air Force a reçu un signal radio de l'ELT, mais sans équipement de radiogoniométrie spécial, l'équipage a mal identifié le lieu de l'accident et la localisé à 19 km à l'est-nord-est du lieu réel du crash. Les sauveteurs de la Colorado Wing Civil Air Patrol (en), du bureau du shérif du comté de Routt et du personnel de l'aéroport de Steamboat Springs ont été informés de la disparition de l'avion dans les heures qui ont suivi l'accident et se sont réunis à Walden.
Entre 19 h 45 le 4 décembre, lorsque l'avion s'est écrasé, et 6 h 00 le lendemain, les équipes de secours ont utilisé des Sno-cats et des motoneiges pour retrouver l'avion disparu. Les efforts ont été entravés par un blizzard qui a produit plus de 2,4 m de neige, ainsi que des vents de 64 km/h et des températures de −46 °C. L'un des sauveteurs, membre de l'équipe de la Civil Air Patrol, a utilisé un récepteur ELT portable et a pu localiser le lieu de l'accident, guidé en outre par la zone où se trouvaient les lignes électriques tombées.
Ils ont trouvé le lieu de l'accident à 6 h 00 le 5 décembre, bien que les services médicaux d'urgence soient arrivés une heure et 45 minutes plus tard. Les passagers et les membres de l'équipage ont été transportés dans les hôpitaux de Steamboat Springs et de Kremmling, où tous se sont rétablis à l'exception du commandant de bord, qui est décédé 70 heures après l'accident.

## Enquête
L'enquête a été menée par le Conseil national de la sécurité des transports (NTSB), avec des représentants de la Federal Aviation Administration (FAA), de Rocky Mountain Airways (en), de de Havilland Canada, de l'Air Line Pilots Association (ALPA) et de Pratt & Whitney.

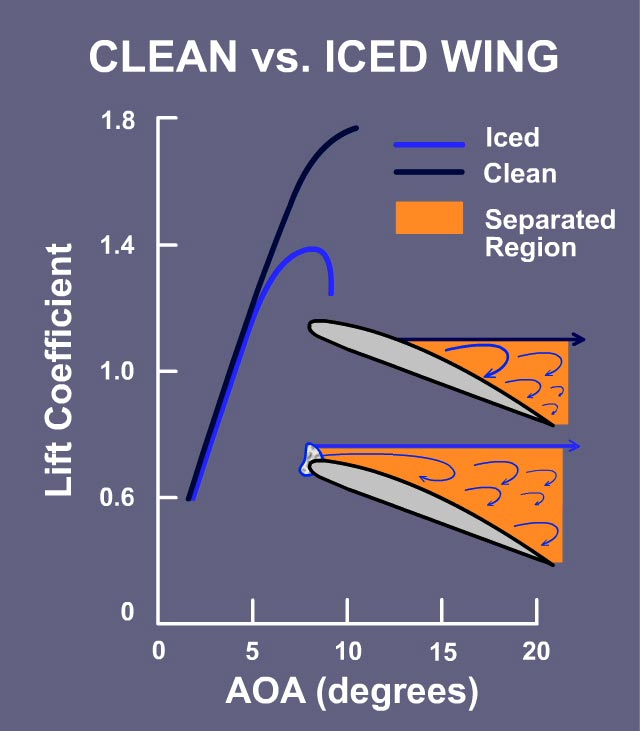
Diagramme montrant la relation entre l'angle d'incidence et le coefficient de portance, sur une aile propre et une aile contaminée par de la glace.

Dans son rapport final, le NTSB a conclu que la cause probable de l'accident du vol 217 était un givrage important des ailes de l'avion, qui a considérablement dégradé ses performances de vol, ainsi que de violents courants descendants, associés à la présence d'ondes orographiques causée par le relief et les conditions météorologiques dans la région, ont dépassé la capacité de l'avion à se maintenir en vol.
La décision du commandant de bord d'effectuer le vol dans des conditions de givrage probables, qui étaient alors supérieures à celles autorisées par les directive de la compagnie aérienne, et le fait qu'il n'était pas conscient de la présence d'ondes orographiques sur le trajet du vol ont également contribués à cet accident.
Ils ont recommandé que les pilotes des compagnies aériennes régionales volant en zones montagneuses bénéficient d'une formation à la survie dans ce type d'environnement et que des harnais d'épaule soient obligatoires sur les sièges du cockpit. Cette dernière recommandation a été émise car l'absence de harnais a contribué aux blessures mortelles subies par le commandant de bord.

## Conséquences
À la suite de cet accident, la procédure de décollage depuis Steamboat Springs a été modifiée pour permettre aux avions de gagner plus d'altitude en volant vers l'ouest, avant de tourner vers l'est au-dessus des montagnes.
En 2009, un mémorial commémorant l'accident du vol 217 a été inauguré au Wings Over the Rockies Air and Space Museum par le copilote Coleman, plusieurs des 19 passagers survivants et plusieurs des secouristes ayant participer au opérations de sauvetage.